# 滅絕債務
在生态学中，滅絕債務（英語：extinction debt）是指过去的事件导致的未来的物种灭绝。英文中dead clade walking（死支漫步）和survival without recovery（無恢复存活）两个短语表達的是類似的意思。
之所以會有灭绝债务，是由于对物种的影响（例如棲息地破坏）与物种最终消亡之间有时间差。例如，即使无法繁殖出新樹，长寿的树也可能存活多年，此時它们可能会走向灭绝。嚴格意義上，灭绝债务一般是指一个地区可能灭绝的物种数量，而非哪一个物种的前景，但通俗地说，它可以指任何延迟發生的灭绝。
灭绝债务可能是本地的，也可能是全球的，但多数案例都是本地的，因为它們更容易观察和建模。它最有可能發生在长寿物种和對棲息地有非常特殊要求的物种（特化种）身上。灭绝债务对保育意义重大，它意味着物种可能由于过去發生的栖息地破坏而灭绝，即使影响停止，当前的存量可能仍不足以维持物种。栖息地恢复等干預措施有可能能夠逆轉滅絕債務。

## 术语
1994 年，David Tilman、Robert May、Clarence Lehman和马丁·A·诺瓦克在一篇论文中首次使用了“灭绝债务”（extinction debt）一词，而賈德·戴蒙在1972年曾使用“弛豫时间”（relaxation time）一词来描述类似的现象。
英文中指受滅絕債務影响的物种时，也称“死支漫步”和“無恢复存活”（survival without recovery）。早在2001年，David Jablonski就借鑑電影《死囚上路》（Dead Man Walking）的標題，造了“死支漫步”这一短语，而這部電影的标题取自美国的监狱俚语，意为被判处死刑的囚犯最后一次步行到刑場。此后，“死支漫步”出现在其他科学家关于大规模灭绝后果的著作中。
在讨论对生物多样性的威胁時，灭绝债务类似于气候变化中的“气候惯性”，也就是即使不再排放温室气体，維持現狀，地球也会继续变暖几个世纪。同样，即使人类对其他物种的影响停止，当前的灭绝仍可能持续很长时间。

## 时间尺度
灭绝债务的“偿还”时间可能相当长。10000年前上一个大冰期结束时喪失了栖息地的岛屿，似乎至今仍有物种陸續滅絕。研究表明，由于巴拿馬地峽的火山喷发，一些苔藓虫（一种微型海洋生物）灭绝。該事件在300-450萬年前切断了从太平洋到加勒比海的营养物质輸送。虽然當時苔藓虫种群数量急剧下降，但牠們過了1-2万年才滅絕。
人类行为導致的灭绝债务的时间尺度较短。热带雨林破碎化导致鸟类局部灭绝的時間尺度為数年到数十年，而破碎草原上的植物，滅絕債務的時間約為50-100年。破碎化的温带森林中的树种的滅絕債務通常為200年或更长时。

## 尋找受影響物種
灭绝债务难以尋找和衡量。导致灭绝债务的过程本身是缓慢且多变的，并且非常小的濒危物种种群也很难定位或计算。因此，大多数灭绝债务的衡量标准都存在很大的不确定性。

### 实验证据
由于人為製造灭绝债务在設計和倫理上存在問題，灭绝债务的对照实验研究很少。然而，生活在苔藓栖息地的昆虫的实验微型生態池表明，栖息地破坏后会形成灭绝债务。在这些实验中，栖息地被破坏後的6-12個月，物种才會灭绝。

### 观察方法

#### 长期观察
在相对较短的时间尺度（几年到几十年）内达到平衡的灭绝债务，可以通过计量栖息地受到影响后的物种数量变化来观察。例如，研究人员计量了亞馬遜雨林中森林砍伐后鸟类消失的速度。然而，即使是短期的灭绝债务也可能需要数年到数十年才能达到平衡，因此此类研究需要多年时间，而且優質的数据不多。

#### 比较过去和现在
大多数关于灭绝债务的研究将物种数量与过去的栖息地格局和现在的栖息地格局进行比较。如果目前的物种种群与过去的栖息地格局相关性更好，其原因可能可以用灭绝债务来解释。该方法无法估计灭绝债务的规模（即可能灭绝的物种数量）。
如果研究者还拥有关于过去物种种群的信息，就可以估计灭绝债务的规模。人们可以利用过去物种与栖息地之间的关系来预测当前预期的物种数量。这一估计值与实际物种数量之差为灭绝债务。
該方法需要假设过去物种及其栖息地处于平衡状态，但这往往難以考證。此外，用于将栖息地和物种数量關聯起来的常见关系是物種面積曲線，但由于物种面积曲线的机制与基于集合种群的模型非常不同，因此以这种方式测量的灭绝债务可能不符合集合种群模型的预测。栖息地和物种数量之间的关系也可以用更复杂的模型来表示，这些模型能独立地模拟许多物种的行为。

#### 比较受影响和原始栖息地
如果没有关于过去物种数量或栖息地的数据，也可以通过比较两种不同的栖息地来估计债务规模：一种是基本完好的，另一种是受影响的更小、更细碎的区域。然后，可以测量物种与完好的栖息地中的条件的关系，并假设其为平衡状态，用它来预测受影响栖息地中的物种数量。如果该理论预测值低于其中的实际物种数量，则差异代表灭绝债务。该方法需要建立在许多与“比较过去和现在”方法相同的假设上才成立。

### 案例

#### 草原
一些对欧洲草原的研究，透過對比過去的情況，以及對比當下受人类影响程度不同的各個系统，显示了灭绝债务存在的证据。瑞典草地的物种多样性似乎只是50到100年更紧密连接的景观的殘留。爱沙尼亚的矮化植被草地，自1930年代以来面积不斷萎縮，預計有17-70%的物种即将灭绝。然而，对存在相似影响的比利时的类似的草原的研究發現，没有证据表明有灭绝债务。这可能是由于测量规模或草种專門化程度的差异。

#### 森林
比利时弗拉芒布拉班特的森林显示出了1775-1900年间的森林砍伐造成的灭绝债务的证据。基于英格兰类似的未經砍伐的森林建立的物种行为的详细模型表明，現實中长寿和生长缓慢的物种比平衡模型所预测的更多，其原因可能就是時間延遲的灭绝债务。
在瑞典，一些地衣物种表明碎片化的古森林中存在灭绝债务。然而，作为栖息地泛化种而非特化种的地衣物种则沒有顯示出類似證據。

#### 昆虫
爱沙尼亚西海岸附近的萨雷马岛和穆胡島草原上生活的蝴蝶物种中顯示存在灭绝债务。相比现在的栖息地，其过去的栖息地能更好地解释岛屿上的蝴蝶物种分布。
在亚速尔群岛，超过95%的原生森林在过去600年間遭到破坏。因此，据信岛上超过一半的节肢动物将走向灭绝，许多岛屿可能会失去90%以上的物种。

#### 脊椎动物
根据基于物种-区域关系的模型，因亞馬遜雨林過去的砍伐而造成灭绝有80-90%尚未發生。預計到2050年前後，每2500 km2就會有約6個物種因過去的森林砍伐而局部灭绝。在砍伐導致连续的森林变成細碎的斑塊後，亞馬遜雨林中的一些鸟类在12年內出現了局部灭绝。不過，随着森林在栖息地碎片之间的空间重新生长，灭绝速度有所放缓。
据估计，非洲国家居住在森林的灵长类动物平均存在30%的局部灭绝债务。也就是说，由于森林棲息地的丧失，预计這些國家未来有30%的森林灵长类物种会灭绝。这些灭绝發生的时间尺度未知。
根据历史物种-区域关系，匈牙利現存的猛禽种类比自然保护区實際能支持的数量多出约9种。